# Máfia turca
Máfia turca é um termo genérico para as organizações criminosas com base na Turquia e / ou compostas por (ex) cidadãos turcos. Os grupos criminosos com origens na Turquia estão ativos em toda a Europa Ocidental, onde existe uma forte comunidade imigrante turca e no Oriente Médio. Estes grupos participam de uma grande variedade de atividades criminosas, internacionalmente sendo a mais importante do tráfico de drogas, especialmente heroína. No tráfico de heroína cooperam com grupos mafiosos búlgaros que transportam a heroína na sequência a países como a Itália. As atividades criminosas, como o tráfico de outros tipos de drogas, jogo ilegal, tráfico humano, prostituição ou extorsão são cometidos na própria Turquia, bem como nos países europeus, com uma considerável comunidade turca como a Alemanha, Reino Unido, Países Baixos e Bélgica.
Certos grupos criminosos turcos têm fortes ligações com políticos corruptos e membros corruptos da polícia local. Estão ativos em diferentes seções do crime organizado e, muitas vezes podem estar ligados a grupos por motivos políticos, como os Lobos Cinzentos.